# Sipan Keczedżian
Sipan Keczedżian – duchowny Apostolskiego Kościoła Ormiańskiego, od 2018 biskup Isfahanu (z siedzibą w ormiańskiej dzielnicy tego miasta Nowej Dżulfie). Sakrę biskupią otrzymał 15 kwietnia 2018.